# Ermita de San Blas (Cebolla)
La ermita de San Blas es una ermita de estilo mudéjar que se encuentra a 1,5 km de la villa de Cebolla (provincia de Toledo, España), junto al cementerio de la localidad. Su planta es rectangular, formada por tres naves. En la parte frontal existe una capilla que ocupa casi todo el ancho de la nave norte. Está cubierta por una cúpula de media naranja. 
En su estilo arquitectónico se mezclan principalmente el estilo mudéjar junto con el estilo popular de la zona.

## Historia
Hay un escrito del siglo XVIII realizado por Fernando Jiménez de Gregorio que muestra que el pueblo de Mañosa pertenecía a los Arzobispos de Toledo. En dicho pueblo vivían entre 146 - 338 habitantes en 1750. Algunas de estas personas se fueron de allí, puesto que tenían altos impuestos.
El pueblo era sano y alegre, situado en una pequeña ladera, tenía calles empedradas con casas bien dispuestas. Existía un maestro de niños, una taberna, un mesón, una carnicería, una mercería, molinos y barcas de remos en el Tajo.
Las tierras de su entorno no eran buenas y las dedicaban a los viñedos. Algunos campos eran regados por la fuente y con el agua sobrante se abastecía al Pueblo.
El nombre del Pueblo desciende de haz de cáñamo y en la época romana pasaban por sus alrededores vías que comunicaban los pueblos de Montearagón, Mañosa, Cebolla, Mesegar, Carpio de Tajo y La Puebla de Montalbán. 
A lo largo del siglo XIX el pueblo comenzó ha deshabitarse y quedó integrado en la Villa de Cebolla.
La iglesia del antiguo pueblo de Mañosa, actualmente llamado San Blas, data del siglo XVI y está dedicada a San Pedro de Advíncula.
- Datos: Q5391208